# Munjava Modruška
 Munjava Modruška  falu Horvátországban, Károlyváros megyében. Közigazgatásilag Josipdolhoz tartozik.

## Fekvése
Károlyvárostól 40 km-re délnyugatra, községközpontjától 3 km-re délre a Plaški-mezőn a Munjava-patak partján fekszik. Ma Munjava két részre oszlik. Az északabbra fekvő Munjaván van Josipdol község központja, míg a délebbi, Modrushoz közeli Munjava a Munjava Modruška nevet viseli.

## Története
A falu területe a középkorban a Frangepánok modrusi uradalmához tartozott. A török támadások miatt ez a vidék a 16. századra teljesen puszta lett. Munjava több mint egy évszázaddal Josipdol előtt  17. század elején települt. A török által elfoglalt területekről érkező szerbek első csoportja 1609-ben érkezett ide, majd a század közepéig több hullámban települt le szerb pravoszláv lakosság. 
A falunak 1857-ben 361, 1910-ben 279 lakosa volt. Trianonig Modrus-Fiume vármegye Ogulini járásához tartozott. 2011-ben a településnek 63 lakosa volt.

## Lakosság
| Lakosság változása | Lakosság változása | Lakosság változása | Lakosság változása | Lakosság változása | Lakosság változása | Lakosság változása | Lakosság változása | Lakosság változása | Lakosság változása | Lakosság változása | Lakosság változása | Lakosság változása | Lakosság változása | Lakosság változása | Lakosság változása |
| ------------------ | ------------------ | ------------------ | ------------------ | ------------------ | ------------------ | ------------------ | ------------------ | ------------------ | ------------------ | ------------------ | ------------------ | ------------------ | ------------------ | ------------------ | ------------------ |
| 1857               | 1869               | 1880               | 1890               | 1900               | 1910               | 1921               | 1931               | 1948               | 1953               | 1961               | 1971               | 1981               | 1991               | 2001               | 2011               |
| 361                | 374                | 355                | 335                | 340                | 279                | 251                | 268                | 249                | 304                | 270                | 192                | 155                | 110                | 63                 | 63                 |